# Четвёртый блиндаж
«Четвёртый блинда́ж» — рассказ А. П. Гайдара, впервые опубликованный в 1931 году.

## Сюжет
Трое друзей-проказников — семилетний Колька, восьмилетняя Нюрка и шестилетний Васька — пристально поглядывают на загадочную деревеньку, просматривающуюся издали. На горизонте хорошо видны силуэты мельницы, церкви, домишек и других строений. Однако никто никогда не видел жителей этой деревни. Больше того, деревенька каждую неделю подвергается пушечной бомбардировке. Юные следопыты, не понимая, как кто-то может жить в таких условиях, решают посетить таинственное место. Однако один из друзей перепутал числа, и дети оказываются в деревне не в среду, как они думали, а во вторник, то есть в день очередного обстрела. 
Сразу выясняется, что деревня на самом деле — муляж, предназначенный для учений артиллерии. Между деревянных каркасов, изображающих дома, стоят расщеплённые снарядами цели, в которые метят орудийные наводчики. Беспокойные исследователи, не подозревая об опасности, находят глубокий укреплённый подвал — тот самый четвёртый блиндаж — и спускаются в него. Им на редкость везёт: артиллерийская канонада начинается в тот момент, когда все трое ещё находятся в блиндаже. Дети, всячески подбадривая друг друга, несколько часов подряд слышат над головой звуки выстрелов и грохот взрывов.
Когда обстрел на время затихает, друзья пытаются вернуться домой. Но военные, ничего не зная о людях в учебной деревеньке, вновь открывают стрельбу, и напуганные ребятишки в панике бегут через изрытое воронками поле. К счастью, их вовремя замечает дежуривший на вышке артиллерист. Учения немедленно прекращаются, а детей под конвоем двоих красноармейцев доставляют к батарее. Узнав обо всём случившемся, сначала рассерженный, а потом рассмеявшийся командир отпускает Кольку, Нюрку и Ваську домой.

## История создания и публикации
В 1930 году А. П. Гайдар, покинув вместе с семьёй Архангельск, переезжает в московский дачный посёлок Кунцево. Жена писателя Лия Соломянская, редактор «Пионерской правды по радио», просит писателя создать небольшой рассказ. В 1930 году Гайдар пишет «Четвёртый блиндаж», в котором впервые в творчестве автора прослеживается тема Красной армии, а также тема гражданской войны. Примечательно, что своей героине Нюрке писатель поручает исполнить одну из своих любимых песен.
Впервые рассказ «Четвёртый блиндаж» исполнялся в радиогазете в 1930 году. Отдельной книгой произведение опубликовано в 1931 году издательством «Молодая гвардия». Также рассказ вошёл во многие сборники и собрания сочинений А. П. Гайдара.

## Экранизация
В 1987 году режиссёром Ю. А. Кузьменко по мотивам произведений А. П. Гайдара, в число которых входил и рассказ «Четвёртый блиндаж», был поставлен художественный фильм «Лето на память».